# Mex VS
| VS ist das Kürzel für den Kanton Wallis in der Schweiz. Es wird verwendet, um Verwechslungen mit anderen Einträgen des Namens Mex zu vermeiden. |

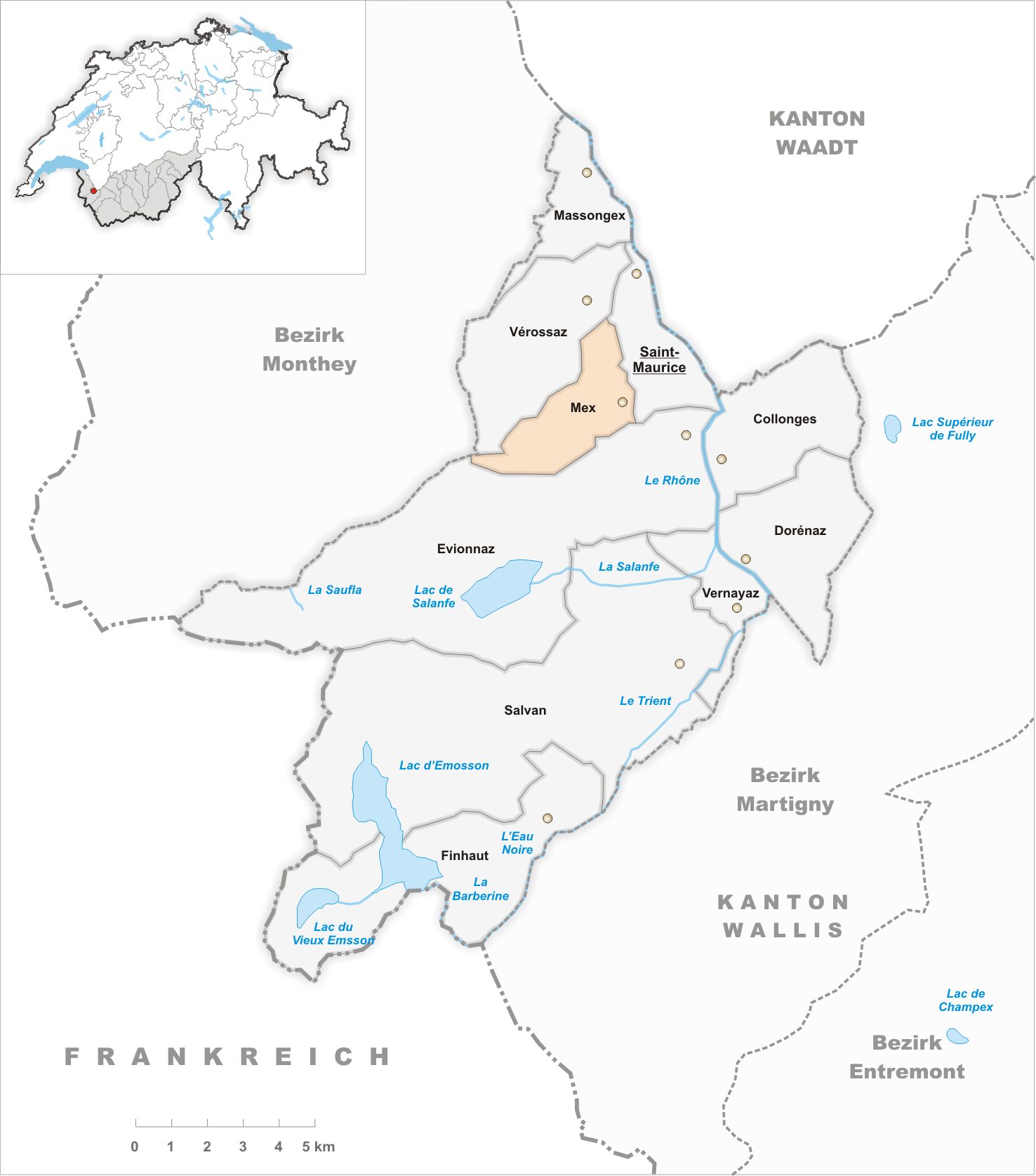
Gemeindestand vor der Fusion am 31. Dezember 2012

Mex (1970)

Mex ist eine Burgergemeinde mit einem Burgerrat und war bis am 31. Dezember 2012 eine politische Gemeinde des Bezirks Saint-Maurice im französischsprachigen Teil des Kantons Wallis in der Schweiz.
Am 27. November 2011 haben die Stimmbürger von Saint-Maurice und Mex entschieden, auf den 1. Januar 2013 zu einer Gemeinde zu fusionieren.

## Bevölkerung
| Bevölkerungsentwicklung | Bevölkerungsentwicklung | Bevölkerungsentwicklung | Bevölkerungsentwicklung | Bevölkerungsentwicklung |
| ----------------------- | ----------------------- | ----------------------- | ----------------------- | ----------------------- |
| Jahr                    | 1850                    | 1900                    | 1950                    | 2000                    |
| Einwohner               | 124                     | 151                     | 109                     | 106                     |